# Metropolregion Albany (Georgia)
Die Metropolregion Albany (engl.: Albany metropolitan area) ist eine Metropolregion im Südwesten des US-Bundesstaates Georgia. Sie stellt eine durch das Office of Management and Budget definierte Metropolitan Statistical Area (MSA) dar und umfasst die Countys Baker, Dougherty, Lee, Terrell und Worth. Den Mittelpunkt des Verdichtungsgebietes stellt die Stadt Albany dar.
Zum Zeitpunkt der Volkszählung von 2020 hatte das Gebiet 148.922 Einwohner.